# À la recherche de l'Eldorado
À la recherche de l'Eldorado est un épisode de l'émission de télévision québécoise Légendes du monde d'une durée de 25 minutes, diffusé le 21 février 1985 à la Télévision de Radio-Canada.

## Synopsis
Légende de la Colombie.

## Fiche technique
- Scénario : Beatriz Caballero, Nicole Duchêne, Carlos Mayolo
- Réalisation : Nicole Duchêne et Carlos Mayolo
- Société de production : Via le Monde

## Distribution
- Boris Birmaher
- Patricia Bonilla
- Luis Alberto Diai
- Indeman Ibrobo
- Gilberto Ramirez
- Herman Fernando Reyes
- Douglas Solomon